# Universidade de Fiji
A Universidade de Fiji é uma universidade privada com sede em Lautoka, nas Fiji. Foi criada em dezembro de 2004 sob a liderança acadêmica do Instituto de Estudos Aplicados das Fiji, uma organização religiosa hindu dedicada à educação. 
A Universidade de Fiji teve seus primeiros formandos em março 2008. O presidente das Fiji à época, Ratu Josefa Iloilovatu, que também é chanceler da Universidade, discursou na cerimônia de formatura. 